# Rofrano
Rofrano is een gemeente in de Italiaanse provincie Salerno (regio Campanië) en telt 2001 inwoners (31-12-2004). De oppervlakte bedraagt 58,8 km², de bevolkingsdichtheid is 38 inwoners per km².

## Demografie
Rofrano telt ongeveer 774 huishoudens. Het aantal inwoners daalde in de periode 1991-2001 met 4,8% volgens cijfers uit de tienjaarlijkse volkstellingen van ISTAT.
| Jaar | Inwoneraantal |
| ---- | ------------- |
| 1991 | 2304          |
| 2001 | 2193          |

## Geografie
Rofrano grenst aan de volgende gemeenten: Alfano, Caselle in Pittari, Laurino, Laurito, Montano Antilia, Novi Velia, Roccagloriosa, Sanza, Torre Orsaia, Valle dell'Angelo.